# Charles M. Strauss
Charles Moses Strauss (* 15. April 1840 in New York City; † 13. März 1892 in Tucson, Arizona-Territorium) war ein US-amerikanischer Geschäftsmann und Politiker (Demokratische Partei). Er war jüdischer Abstammung.

## Leben
Charles Moses Strauss war Sohn von Nathan und Rachel (geborene Adler) Strauss. Seine Kindheit war von der Wirtschaftskrise von 1837 überschattet und die Folgejahre vom Mexikanisch-Amerikanischen Krieg. Den größten Teil seiner Jugend verbrachte er in Boston (Massachusetts), wo er seine Schulausbildung erhielt. Danach war er in Tennessee und Ohio als Geschäftsmann tätig, bevor er nach Massachusetts zurückkehrte. In der Folgezeit wurde er dort Secretary im Democrat State Central Committee.
Strauss zog 1870 in das Arizona-Territorium. 1882 wählte man ihn dort zum Bürgermeister von Tucson (Pima County) – ein Posten, welchen er von 1883 bis zu seinem Rücktritt am 8. August 1884 innehatte. Er war der Mitbegründer der Public Library in Tucson, der ersten freien öffentlichen Bibliothek im Arizona-Territorium. Daneben war er aktiv an der Gründung der University of Arizona beteiligt. In der Folgezeit wurde er Chief Clerk vom Arizona-Territorium.
Strauss war kein ausgebildeter Pädagoge. Trotzdem kandidierte er erfolgreich bei den Wahlen im Jahr 1886 für den Posten als Superintendent of Public Instruction vom Arizona-Territorium. Nach der Wahl seines Amtsvorgängers R. L. Long bis zu Aufnahme von Arizona 1912 als 48. Bundesstaat in die Union musste jeder Superintendent of Public Instruction gewählt, danach vom Territorialgouverneur ernannt und/oder durch die Arizona Legislature bestätigt werden. Die Ernennung von Strauss zum Superintendent of Public Instruction durch Gouverneur vom Arizona-Territorium C. Meyer Zulick erfolgte im Januar 1887. Strauss bekleidete den Posten bis Frühjahr 1890, als er durch George W. Cheyney ersetzt werden sollte. Obwohl Cheyney nicht zur Wahl antrat, wurde er zum Superintendent of Public Instruction ernannt. Daher räumte Strauss seinen Posten und Büro nicht, bis er im Juni 1890 dazu gezwungen wurde.
Strauss wurde auf dem Evergreen Memorial Park in Tucson beigesetzt.